# Jim Healy
Jim Healy (ur. 14 września 1923 w Waszyngtonie, zm. 22 lipca 1994) – amerykański komentator sportowy.

## Wyróżnienia
Posiada swoją gwiazdę na Hollywoodzkiej Alei Gwiazd.